# MVM巨蛋
MVM巨蛋（MVM Dome，正式名稱為布達佩斯多功能體育館，現名為MVM集團冠名）是位於匈牙利布達佩斯歐洲最大的手球場館。
體育館於2021年啟用，將承辦2022年歐洲男子手球錦標賽、2024年歐洲女子手球錦標賽和2027年世界女子手球錦標賽。

## 外部連結
维基共享资源上的相關多媒體資源：MVM巨蛋